# Svetlana Zajárova

Svetlana Yúrevna Zajárova (en ucraniano Світлана Юріївна Захарова —la grafía Zakharova se adecúa a las transcripciones inglesa y francesa de este nombre eslavo) es una bailarina de ballet clásico rusa. Nació en Lutsk, Ucrania, el 10 de junio de 1979.
A los seis años de edad, su madre la inscribió a una escuela de danzas folclóricas en una escuela local. A los 10 años, Svetlana hizo una audición y fue aceptada en la Escuela Coreográfica de Kiev.
Cuatro meses después su padre fue asignado al ejército de Alemania del Este. Es por ello que la bailarina tuvo que abandonar la Escuela en Kiev. Sin embargo, luego de seis meses, su familia volvió a Ucrania y Svetlana audicionó de nuevo, e inmediatamente se unió al segundo curso, dirigido por la maestra Valeria Suléguina.
Zajárova desde este momento llamó la atención de las mejores escuelas de danza y por este motivo recibió una invitación para realizar un papel como solista en el ballet Don Quijote. Cuando llegó a la edad de diecisiete años se graduó por la escuela Vagánova y consiguió debutar con la compañía de ballet del Teatro Mariinski.
Realizó varios ballet como: "La Fuente de Bajchisarái", "Le Corsaire", "The 7th Waltz and Mazurka" y "Chopiniana".
Adquirió realmente el prestigio y el éxito, que aún sigue manteniendo,  cuando realizó el papel de Giselle, protagonista del ballet homónimo. Días después del estreno del ballet recibió una oferta de Vladímir Vasíliev para unirse a la compañía del ballet Teatro Bolshói en Moscú.
En este punto de su historia Svetlana Zajárova comenzó a conocerse internacionalmente. Firmó un contrato con Ópera de París para "La Bayadère". Este acontecimiento tuvo una gran relevancia ya que fue la primera vez que un bailarín ruso tuvo la suerte y oportunidad de poder actuar en la capital francesa.
En estos momentos Zajárova hace giras por todos los teatros el mundo: London Covent Garden, Teatro Colón de Buenos Aires, Teatro di San Carlo en Nápoles, Teatro Nacional en Tokio, New York Metropolitan Opera, Ópera de Viena, Byarische Saatsoper en Múnich. También ha actuado en Australia y en lugares de Sudamérica. Además como dato relevante La Scala firmó un contrato con ella por un tiempo prolongado y tuvo el honor de ser premiada con el estado de étoile. Ningún bailarín procedente de Rusia había tenido este honor antes.  
En el año 2003, aceptó un contrato con la compañía de ballet del Teatro Bolshói y la primera actuación que realizó para esta compañía fue el estreno de ballet "La Fille du Pharaon", del coreógrafo Pierre Lacotte. 
En 2006, se convirtió en miembro del Consejo Presencial para la Cultura y el Arte y en 2007 la premiaron con el Premio Estatal de la Federación Rusa y por último en 2008 fue elegida Diputada de la Duma Estatal. Tuvo el privilegio de participar en la Ceremonia de Apertura de los Juegos Olímpicos de Sochi en el año 2014.
En 1996-1997, debutó con el Ballet Mariinski haciendo el papel de María con Rubén Bobóvnikov, en La Fuente de Bajchisarái del coreógrafo Rostislav Zajárov. En 2003-2004, aceptó un contrato ofrecido por el Bolshói.
Hoy en día, Zajarova hace giras y baila como invitada en las compañías más importantes del mundo. Es considerada una de las más importantes bailarinas de su generación y es muy admirada por su excelente técnica, sus magníficos pies, su extrema flexibilidad y su musicalidad.

## Repertorio con el ballet del teatro Mariinski
| Papel                | Obra                            | Coreógrafo              | Director                | año  |
| -------------------- | ------------------------------- | ----------------------- | ----------------------- | ---- |
| Princesa Florine     | La Bella Durmiente              | Marius Petipa           | K. Serguéyev            | 1996 |
| Solista              | Chaikovski Pas de Deux          | George Balanchine       | -                       | 1996 |
| Maria                | La fuente de Bajchisarái        | Zajárov                 | -                       | 1996 |
| Masha                | El Cascanueces                  | Vainonen                | -                       | 1996 |
| Gulnara              | Le Corsaire                     | Gúsev después de Petipa | -                       | 1997 |
| Giselle              | Giselle                         | Coralli/Perrot, Petipa  | -                       | 1997 |
| Reina de las Dríadas | Don Quijote                     | Petipa, Gorski          | -                       | 1997 |
| 7th Waltz y Mazurka  | Chopiniana                      | Michel Fokine           | -                       | 1997 |
| Amiga de Julieta     | Romeo y Julieta                 | Leonid Lavrovski        | -                       | 1997 |
| Aurora               | La Bella Durmiente              | Petipa                  | K. Serguéyev            | 1998 |
| Terpsícore           | Apolo                           | Balanchine              | -                       | 1998 |
| Solista              | Serenade                        | Balanchine              | -                       | 1998 |
| Odette-Odile         | El Lago de los Cisnes           | Petipa-Ivánov           | K. Serguéyev            | 1998 |
| Solista              | Sinfonía en C-primer movimiento | Balanchine              | -                       | 1999 |
| Medora               | Le Corsaire                     | Gúsev después de Petipa | -                       | 1999 |
| Aurora               | La Bella Durmiente              | Petipa                  | Víjarev                 | 1999 |
| Nikiya               | La Bayadère                     | Petipa                  | Ponomariov y Chabukiani | 1999 |
| Diamonds             | Jewels                          | Balanchine              | -                       | 2000 |
| Papel principal      | Manon                           | MacMillan               | -                       | 2000 |
| Kitri                | Don Quijote                     | Petipa, Gorski          | -                       | 2000 |
| Solista              | Now and Then                    | Neumeier                | -                       | 2001 |
| Solista              | The Young Lady and The Hooligan | Boyarsky                | -                       | 2001 |
| Zobeide              | Scheherazade                    | Michel Fokine           | -                       | 2001 |
| Julieta              | Romeo y Julieta                 | Leonid Lavrovski        | -                       | 2002 |
| Nikiya               | La Bayadère                     | Petipa                  | Víjarev                 | 2002 |
| Solista              | Paquita Grand Pas               | Petipa                  | -                       | -    |
| Solista              | Middle Duet                     | Ratmansky               | -                       | -    |
| Solista              | Etudes                          | Lander                  | -                       | 2003 |

## Repertorio con el ballet del teatro Bolshói
| Papel             | Obra                              | Coreógrafo      | Director               | año  |
| ----------------- | --------------------------------- | --------------- | ---------------------- | ---- |
| Giselle           | Giselle                           | Perrot, Coralli | Grigoróvich y Vasíliev | 2003 |
| Aspiccia          | La Hija del Faraón                | Lacotte         | -                      | 2003 |
| Odette-Odile      | El Lago de Los Cisnes             | Petipa-Ivánov   | Grigoróvich            | 2003 |
| Aurora            | La Bella Durmiente                | Petipa          | Grigoróvich            | 2004 |
| Solista           | Sinfonía en C.-segundo movimiento | Balanchine      | -                      | 2004 |
| Nikiya            | La Bayadère                       | Petipa          | Grigoróvich            | 2004 |
| Kitri             | Don Quijote                       | Petipa, Gorsky  | Fadéyechev             | 2004 |
| Hippolyta/Titania | Sueño de una Noche de Verano      | Neumeier        | -                      | 2004 |
| Raymonda          | Raymonda                          | Petipa          | Grigoróvich            | 2005 |
| Solista           | In the Middle Somewhat Elevated   | Forsythe        | -                      | 2005 |
| Carmen            | Carmen                            | Alonso          | -                      | 2005 |
| Cenicienta        | Cenicienta                        | Pósojov         | -                      | 2006 |
| Carmen            | Carmen                            | Alonso          | -                      | 2007 |
| Nikiya            | La Bayadère                       | Petipa          | -                      | 2007 |
| Odette - Odile    | El Lago de Los Cisnes             | Petipa          | -                      | 2007 |